# Marboz

Marboz este o comună în departamentul Ain din estul Franței.